# أندريه ليما (لاعب كرة قدم)
أندريه ليما هو لاعب كرة قدم برتغالي، ولد في 10 مايو 1971 في بورتو في البرتغال. شارك مع منتخب البرتغال الوطني لكرة قدم الصالات. أما مع النوادي، فقد لعب مع نادي غوندومار.